# فیلتر دیافراگم طبیعی پله‌ایی

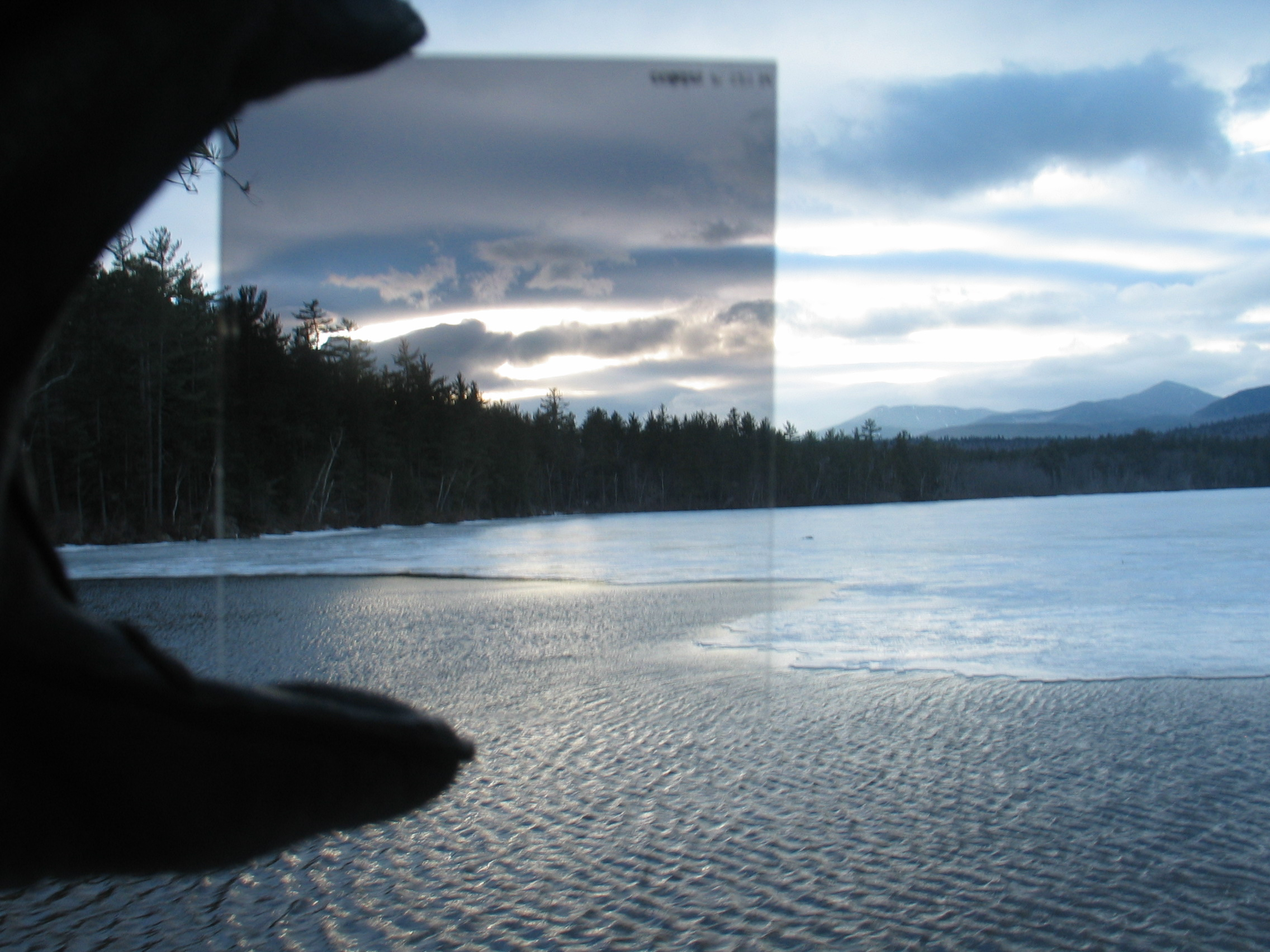
یک فیلتر GND تا افق نگه داشته شد. نکته کنتراست ضعیف در قسمت بیش از حد آسمان که توسط فیلتر پوشیده نمی‌شود.

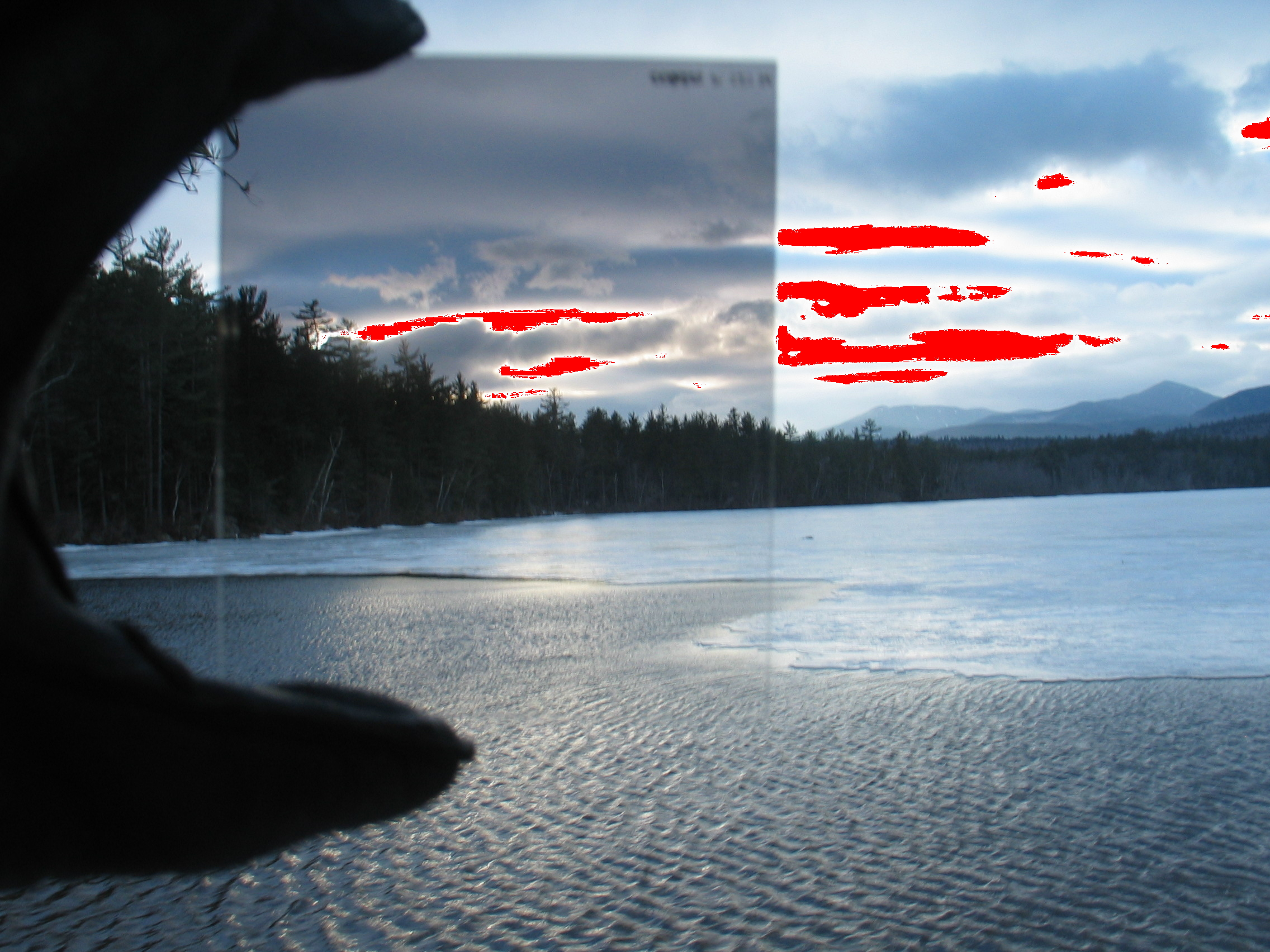
تصویر مشابه با پراکنده (سفید) پیکسل رنگ قرمز رنگ است. توجه داشته باشید که ابرها که بدون فیلتر GND نمایش داده می‌شوند، در پشت فیلتر نمایش داده می‌شوند.

یک فیلتر دیافراگم طبیعی پله ایی، همچنین به عنوان یک فیلتر ND پله ایی شناخته شده، فیلتر چگالی خنثی، یا فیلتر پله ایی، یک فیلتر نوری است که دارای انتقال نور متغیر است. به‌طور معمول نیمی از فیلتر دارای تراکم خنثی است که به‌طور ناگهانی یا به تدریج به نیمه دیگر منتقل می‌شود که واضح است. این استفاده شده‌است که بخشی از یک صحنه را به یک محدوده دینامیکی فیلم یا سنسور برساند. به عنوان مثال، می‌توان آن را برای تیره شدن یک آسمان روشن استفاده کرد تا بتوان به‌طور صحیح در معرض آسمان و موضوع قرار گرفت. فیلترهای ND می‌توانند انواع مختلفی از اشکال و اندازه‌ها و تراکم‌ها داشته باشند و می‌توانند در همه نوع استفاده‌های عکاسی از عکس‌های عکاسی، عکاسی متحرک و برنامه‌های کاربردی علمی استفاده کنند.
فیلترهای مرکز نقطه فیلترهای پله ایی ND هستند که در مرکز کمی مبهم هستند و در لبه‌ها روشن است. این برای جلوه‌های ویژه ای استفاده می‌شود و برای تخفیف نور که طبیعی با اپتیک‌های بزرگ است جبران می‌شود.

## تاریخ

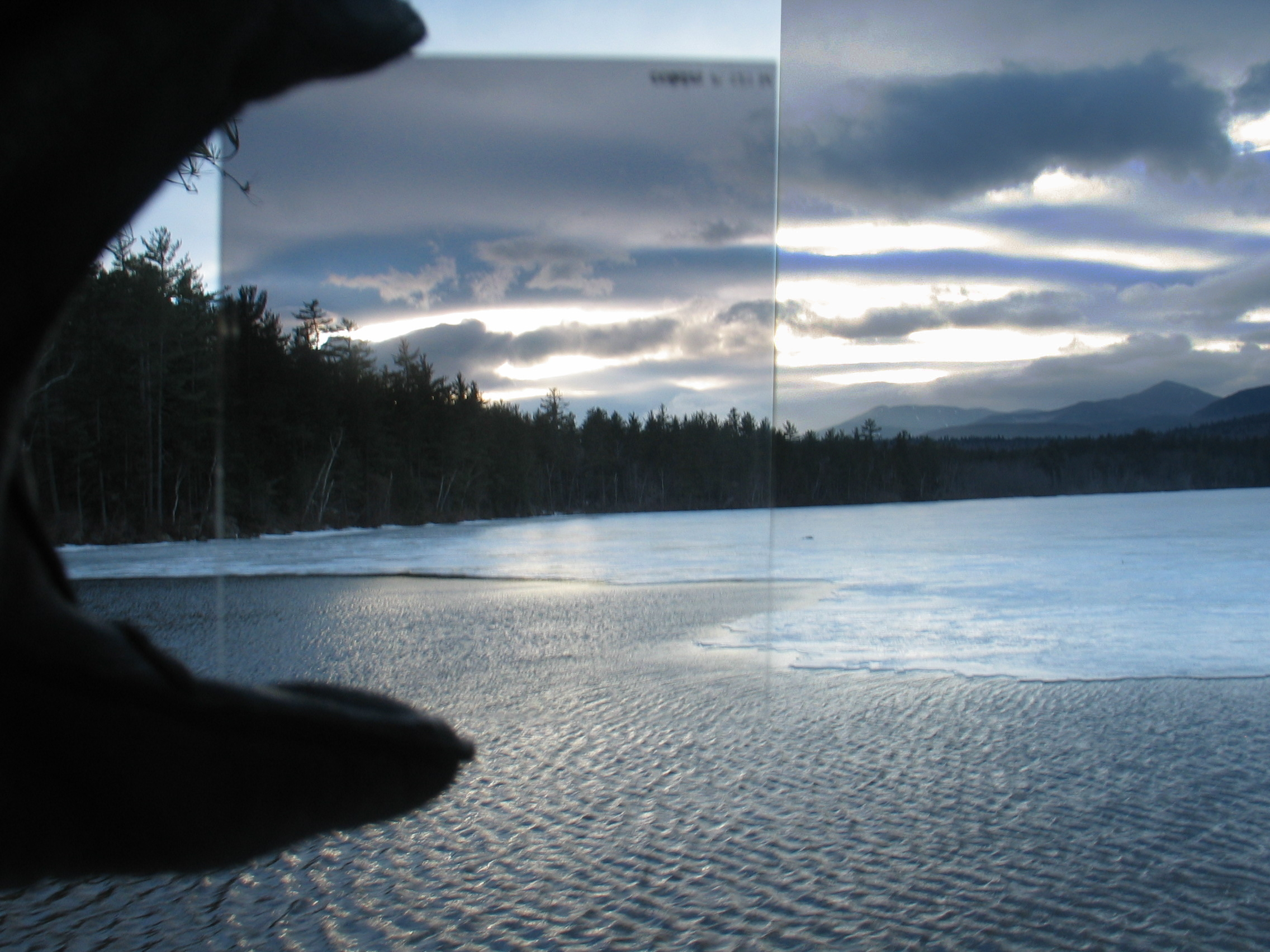
همان تصویر با یک اثر GND مشابه به سمت راست تصویر با استفاده از یک کامپیوتر استفاده می‌شود. در حالی که اثر کلی مشابه است، مناطق تصویری که از بین رفته‌اند، بهبودی نیافته‌اند.

فیلترهای پله ایی در اوایل قرن بیستم، به عنوان مثال برای تاریکی آسمان در عکس‌های منظره مورد استفاده قرار گرفت. یک نام تجاری تبلیغاتی "Lifa فارغ التحصیل شد فیلتر برای آسمان، ابر و عکاسی چشم انداز". این «فیلترهای آسمان» لزوماً خنثی نبودند، چرا که آنها برای عکاسی سیاه و سفید استفاده می‌شدند، و گاهی اوقات از نیمی از ستون زرد استفاده می‌کردند تا آسمان‌های آبی تیره‌تر شود. در یک بحث در انجمن عکاسی سلطنتی در سال ۱۹۱۰، برخی از «داوران» استفاده از چنین «صفحه نمایش رنگی پله ایی» را بسیار محدود کردند.
در زمان‌های مدرن، استفاده از فیلترهای ND پله ایی شده توسط Galen Rowell محبوب شد. Singh-Ray آنها را به عنوان «مجموعه Singh-Ray از فیلترهای غیرطبیعی پله ایی شده گالین روول» فروخته‌است.
گرچه اهمیت آن ممکن است با ظهور اتاق تاریک دیجیتال مدرن کاهش پیدا کند، فیلترهای پله ایی ND همچنان یک ابزار مهم برای حرفه ای‌ها هستند، زیرا یک سنسور دیجیتال که «قطع» یا «تمیز» است، هیچ اطلاعات قابل استفاده در کلیه منطقه، یک اثر است که نمی‌تواند با پردازش بعد اصلاح شود زیرا داده‌ها از بین رفته‌اند

## انواع

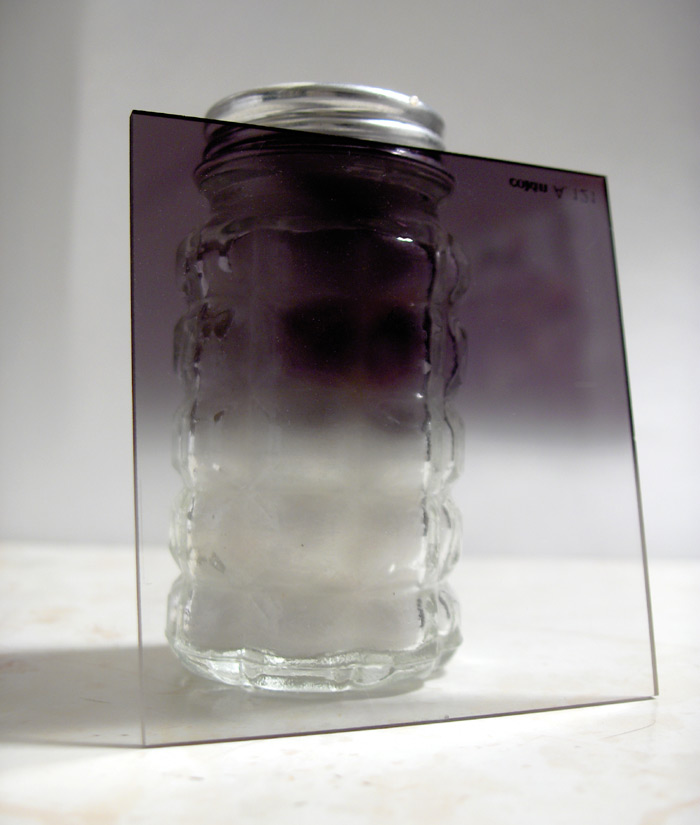
یک کوکین ۳ مرحله ای (ND8) فیلتر ND پله ایی شد.

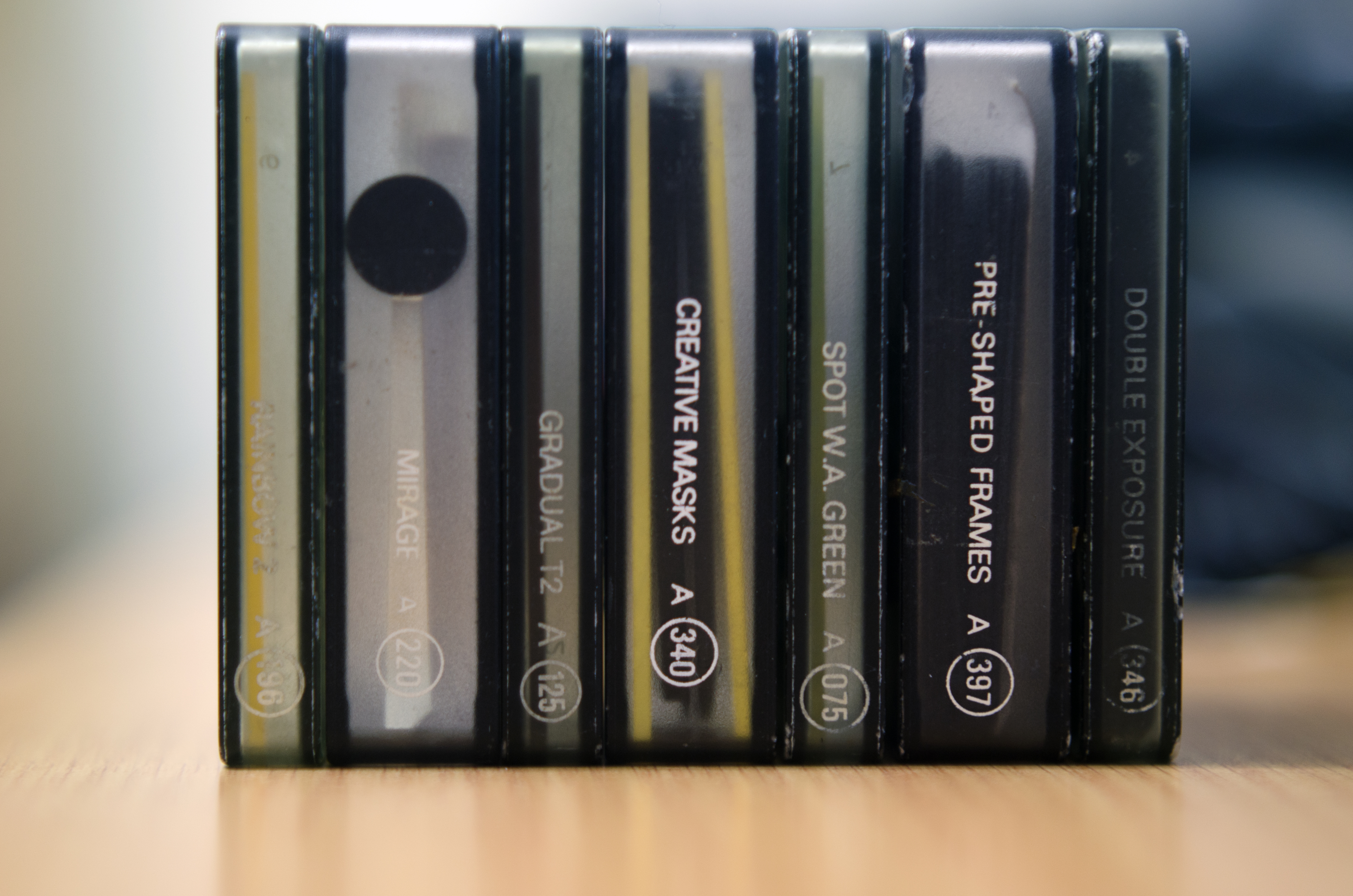
موارد جمع‌آوری شده از فیلتر کوکین.

این فیلتر در بسیاری از انواع می‌باشد اما می‌تواند به دو دسته اساسی تقسیم شود:
انواع مختلف
- لبه سخت
- لبه نرم

یک لبه سخت استفاده می‌شود زمانی که یک تغییر ناگهانی در روشنایی وجود دارد، مانند یک میدان با افق به آسمان روشن است. لبه نرم یک تغییر گسترده‌تر و نرمتر از نور به تاریکی است. این مورد زمانی استفاده می‌شود که قسمت‌های نور و تاریکی به‌طور جداگانه از هم جدا نباشند، مانند کوه و آسمان. یک فیلتر لبه نرم کمتر از یک لبه سخت قابل مشاهده است. این همچنین منجر به افزایش شدید آسمان می‌شود و آسمان را در بالای صفحه تیره‌تر می‌کند. در زیر تصویری از یک چهره سخت و لبه نرم لبه می‌باشد. 

فیلتر GND نرم لبه
فیلتر GND سخت لبه

## تصویربرداری با برد پویای بالا
به عنوان یک جایگزین برای فیلتر کردن فیلترهای خنثی پله ایی، بعضی از دوربین‌های دیجیتال دارای تصویربرداری با برد پویای بالا (HDR) ساخته شده‌اند که به دوربین اجازه می‌دهد تا ضبط و سپس با استفاده از فرمت تصویر RAW تصویر برداری‌های مختلف از یک موضوع مشابه را ترکیب کند.
با این حال، تا زمانی که یک زمان نوردهی به اندازه کافی کوتاه باشد، ممکن است دقیقاً تقلید اثر یک فیلتر چگالی پله ایی با استفاده از دو قرار گرفتن در معرض یک صحنه یک یا چند توقف متقابل و ترکیب آنها با ماسک پله ایی در یک تصویر سردبیر این روش مزیتی دارد که شکل ماسک را می‌توان آزادانه در ویرایش تعریف کرد. مضر این است که آن را فقط با افراد استاتیک با استفاده از سه‌پایه کار می‌کند.